# Радіо Молдова
Радіо Молдова (RM), є основною громадської радіостанції Республіки Молдова і належить Телерадіо-Молдова.

## Історія
30 жовтня 1930 року Тирасполь розпочав мовлення радіостанції, основною метою було анти-румунського пропаганди в Молдову Прут та річки. передавач включений в Тирасполі в 1930 році склала 4 кВт, але в 1936 році була побудована нова станція мовлення з Тирасполя, М. Горького, що дозволяє підвищити охоплення території Бессарабія. Для боротьби проти румунської пропаганди, в 1937 році, зал Кишинів дав Румунська радіомовна корпорація будівлі колишнього Charles Street Пушкінський театр, щоб відкрити свою першу радіостанцію в Кишиневі. Планування роботи колишнього аудиторії Пушкіна почалася взимку 1937 року. Експериментальні програми почалася в перші дні червня 1939, але програма була скорочена до 2:00 в день, з 21 по 0:23 00. Перша радіостанція в Кишинів був «в два рази потужніший, ніж Бухарест або в Тирасполі», пише «Газета Бессарабії» в липні 1939 року. 20 кВт передавачем. Компанія встановила в Кишиневі Марконі був найкращим з Румунії, тому що сучасні анти-загасання антени, яка зменшує випромінювання і розповсюдження сприяє подорож близько до поверхні ґрунту. Всесвіту Радіо Magazine 1939 року. Вимірювання показали, що після установки положення Радіо Бессарабія покритий дуже хороші результати в Сирена та річки. Прийом був чіткий і сильний, вдень і вночі, що практично виключає вплив медіа-каналів Тирасполь та Одеса. Перша радіостанція в Кишиневі, Радіо Бессарабія, спочатку на чолі з Джордж Німу, був офіційно відкритий 8 жовтня 1939 відправка літургії Кафедральний собор Кишинева. Радіо Бессарабія була першою регіональною студією Румунська радіомовна корпорація.
Радянської окупації Бессарабії в червні 1940 року означало, що закриття станції Радіо Бессарабії. Більшість запас матеріалів та архівів співробітники були виведені в Гуси, але не 20 кВт передавачем. Зліва Рад не пощадив їх тіл, виявлених в ямі, вийшов з двору станції і будівлі, все, що було в ньому, був кинутий в повітря Червона армія. Після повернення військової та румунської адміністрації в Бессарабії в 1941 році Румунська радіомовна корпорація інженер надіслав Кишинів Еміль Petrascu та Олександр Ходос (журналіст), щоб оцінити шкоду, заподіяну відступаючої російської армії. Будівля вокзалу, передавачем і антеною щогли були знищені динамітом, і всі радіостанції радіостанції були конфісковані

## Нещодавно проекти
Створення студії радіо продукції для дітей. Автори: ЮНІСЕФ Молдова молодіжний Медіа-центр.